# Eulophia arenicola
Eulophia arenicola är en orkidéart som beskrevs av Rudolf Schlechter. Eulophia arenicola ingår i släktet Eulophia och familjen orkidéer. Inga underarter finns listade i Catalogue of Life.